# Monte Carlo Masters 2021
Il Monte Carlo Masters 2021, anche noto Rolex Monte Carlo Masters 2021 per motivi di sponsorizzazione, è stato un torneo di tennis maschile giocato sulla terra rossa. È stata la 113ª edizione del torneo, facente parte della categoria ATP Tour Masters 1000 nell'ambito dell'ATP Tour 2021. Il torneo si è tenuto al Monte Carlo Country Club di Roccabruna (in Francia), vicino a Monte Carlo, dall'11 al 18 aprile 2021.
Il Monte Carlo Masters è tornato in calendario dopo che l'edizione del 2020 era stata annullata a causa della pandemia di COVID-19, a causa della quale l'evento si è svolto tra le misure di sicurezza prese dagli organizzatori, quali far disputare gli incontri a porte chiuse, vietando agli appassionati anche l'accesso all'area che circonda il Monte Carlo Country Club.

## Partecipanti

### Teste di serie
| Nazionalità | Giocatore             | Ranking* | Testa di serie |
| ----------- | --------------------- | -------- | -------------- |
| Serbia      | Novak Đoković         | 1        | 1              |
| Russia      | Daniil Medvedev       | 2        | 2              |
| Spagna      | Rafael Nadal          | 3        | 3              |
| Grecia      | Stefanos Tsitsipas    | 5        | 4              |
| Germania    | Alexander Zverev      | 6        | 5              |
| Russia      | Andrej Rublëv         | 8        | 6              |
| Argentina   | Diego Schwartzman     | 9        | 7              |
| Italia      | Matteo Berrettini     | 10       | 8              |
| Spagna      | Roberto Bautista Agut | 11       | 9              |
| Francia     | Gaël Monfils          | 13       | 10             |
| Belgio      | David Goffin          | 14       | 11             |
| Spagna      | Pablo Carreño Busta   | 15       | 12             |
| Polonia     | Hubert Hurkacz        | 16       | 13             |
| Bulgaria    | Grigor Dimitrov       | 17       | 14             |
| Italia      | Fabio Fognini         | 18       | 15             |
| Cile        | Cristian Garín        | 20       | 16             |

* Ranking aggiornato al 5 aprile 2021.

### Altri partecipanti
I seguenti giocatori hanno ricevuto una wild card per il tabellone principale:
- Lucas Catarina
- Lorenzo Musetti
- Lucas Pouille
- Holger Rune

I seguenti giocatori sono passati dalle qualificazioni:

- Dominik Koepfer
- Stefano Travaglia
- Alexei Popyrin
- Salvatore Caruso
- Federico Delbonis
- Thomas Fabbiano
- Marco Cecchinato

### Ritiri
Prima del torneo
- Borna Ćorić → sostituito da  Tommy Paul
- John Isner → sostituito da  Nick Kyrgios
- Kei Nishikori → sostituito da  Laslo Đere
- Reilly Opelka → sostituito da  Jérémy Chardy
- Dominic Thiem → sostituito da  Alejandro Davidovich Fokina
- Stan Wawrinka → sostituito da  Richard Gasquet

## Partecipanti al doppio

### Teste di serie
| Nazione     | Giocatore             | Nazione     | Giocatore        | Ranking* | Testa di serie |
| ----------- | --------------------- | ----------- | ---------------- | -------- | -------------- |
| Croazia     | Nikola Mektić         | Croazia     | Mate Pavić       | 5        | 1              |
| Colombia    | Juan Sebastián Cabal  | Colombia    | Robert Farah     | 5        | 2              |
| Croazia     | Ivan Dodig            | Slovacchia  | Filip Polášek    | 17       | 3              |
| Spagna      | Marcel Granollers     | Argentina   | Horacio Zeballos | 20       | 4              |
| Stati Uniti | Rajeev Ram            | Regno Unito | Joe Salisbury    | 23       | 5              |
| Regno Unito | Jamie Murray          | Brasile     | Bruno Soares     | 25       | 6              |
| Paesi Bassi | Wesley Koolhof        | Polonia     | Łukasz Kubot     | 26       | 7              |
| Francia     | Pierre-Hugues Herbert | Francia     | Nicolas Mahut    | 29       | 8              |

* Ranking aggiornato al 5 aprile 2021.

### Altri partecipanti
Le seguenti coppie hanno ricevuto una wildcard per il tabellone principale:
- Romain Arneodo /  Hugo Nys
- Simone Bolelli /  Jannik Sinner
- Petros Tsitsipas /  Stefanos Tsitsipas

## Punti e montepremi
Poiché il Masters di Monte Carlo è un Masters 1000 non obbligatorio ha una speciale regola per il punteggio: pur essendo conteggiato come un torneo 500 i punti sono quelli di un Masters 1000. Il montepremi complessivo è di  2082960 €.
| Torneo    | Torneo              | V       | F       | SF     | QF     | 3T     | 2T     | 1T     | Q  | Q2 | Q1 |
| Singolare | Punti               | 1000    | 600     | 360    | 180    | 90     | 45     | 10     | 25 | 16 | 0  |
| Singolare | Premi in denaro (€) | 251.085 | 150.000 | 85.000 | 46.500 | 29.000 | 18.100 | 12.000 | –  |    |    |
| Doppio    | Punti               | 1000    | 600     | 360    | 180    | –      | 90     | 0      | –  | –  | –  |
| Doppio    | Premi in denaro (€) | 50.000  | 35.000  | 24.000 | 16.250 | 11.000 | 7.500  | –      | –  | –  | –  |

## Campioni

### Singolare
Stefanos Tsitsipas ha sconfitto  in finale  Andrej Rublëv con il punteggio di 6–3, 6–3.
- È il sesto titolo in carriera per Tsitsipas, il primo della stagione.

### Doppio
Nikola Mektić /  Mate Pavić hanno sconfitto in finale  Daniel Evans /  Neal Skupski con il punteggio di 6–3, 4–6, [10–7].